# Безбородий обманник
«Безбородий обманник» — радянський чорно-білий художній фільм 1964 року, знятий режисером Шакеном Аймановим на кіностудії «Казахфільм».

## Сюжет
Алдар Косе – це не ім'я, а прізвисько. У Середній Азії Алдар означає ошуканець, Косе безбородий. А як звали цю людину насправді, та й чи жила вона взагалі, ніхто точно не скаже. Але в кожному казахському аулі, у кожній юрті на високогірному джайлау про Алдара Косе говорять як про свого хорошого знайомого. Розповідають про нього по-різному, але все сходиться на тому, що був бідний і добрий, який ненавидів гнобителів народу, боровся з несправедливістю і допомагав скривдженим. Подібно до куща перекотиполе, вічно блукаючи безкрайніми казахськими степами Алдар Косе зустрівся одного разу і полюбив дівчину. Але дівчина любить іншого — хороброго, чесного й доброго бідняка, який пасе табуни багатія.

## У ролях
- Шакен Айманов — Алдар-Косе
- Калибек Куанишбаєв — Єрали
- Курманбек Жандарбеков — Жаманбай
- Атайбек Жолумбетов — Даукара
- Серке Кожамкулов — Ітбай
- Баян Аділова — Карлигаш
- Куатбай Абдреїмов — Такен, табунник
- Сайфулла Тельгараєв — Єрбол
- Касимхан Шанін — Карабет
- Рахметулла Сальменов — Жуанбай
- Єлубай Умурзаков — Іса Бакси
- Мануар Абдулліна — епізод
- Даріга Тналіна — епізод
- Капан Бадиров — епізод
- С. Шанін — епізод
- Танат Жайлібеков — Черта
- Аміна Умурзакова — епізод
- Загі Курманбаєва — епізод
- Камал Кармисов — епізод

## Знімальна група
- Режисер — Шакен Айманов
- Сценаристи — Шакен Айманов, Лев Варшавський
- Оператор — Марк Беркович
- Композитор — Садик Мухамеджанов
- Художники — Р. Сахі, Кулахмет Ходжиков